# Kiesbach (Maxwell Bay)
Koordinaten: 62° 12′ 0″ S, 58° 56′ 0″ W
Der Kiesbach ist ein Bach auf der Fildes-Halbinsel von King George Island, der größten der Südlichen Shetlandinseln. 
Er fließt in ostsüdöstliche Richtung über eine Reihe von Strandterrassen gerade zur Rocky Cove („Steinbucht“ auf der Karte), einer nördlichen Nebenbucht der Maxwell Bay, wobei ihm noch ein kurzer Bach aus Süden zufließt. Weiter nordöstlich fließen Holzbach und Steinbach in die Bucht.
Im Rahmen zweier deutscher Expeditionen zur Fildes-Halbinsel in den Jahren 1981/82 und 1983/84 unter der Leitung von Dietrich Barsch (Geographisches Institut der Universität Heidelberg) und Gerhard Stäblein (Geomorphologisches Laboratorium der Freien Universität Berlin) wurde der Bach zusammen mit zahlreichen weiteren bis dahin unbenannten geographischen Objekten der Fildes-Halbinsel neu benannt und dem Wissenschaftlichen Ausschuss für Antarktisforschung (Scientific Committee on Antarctic Research, SCAR) gemeldet.